# ジョーク

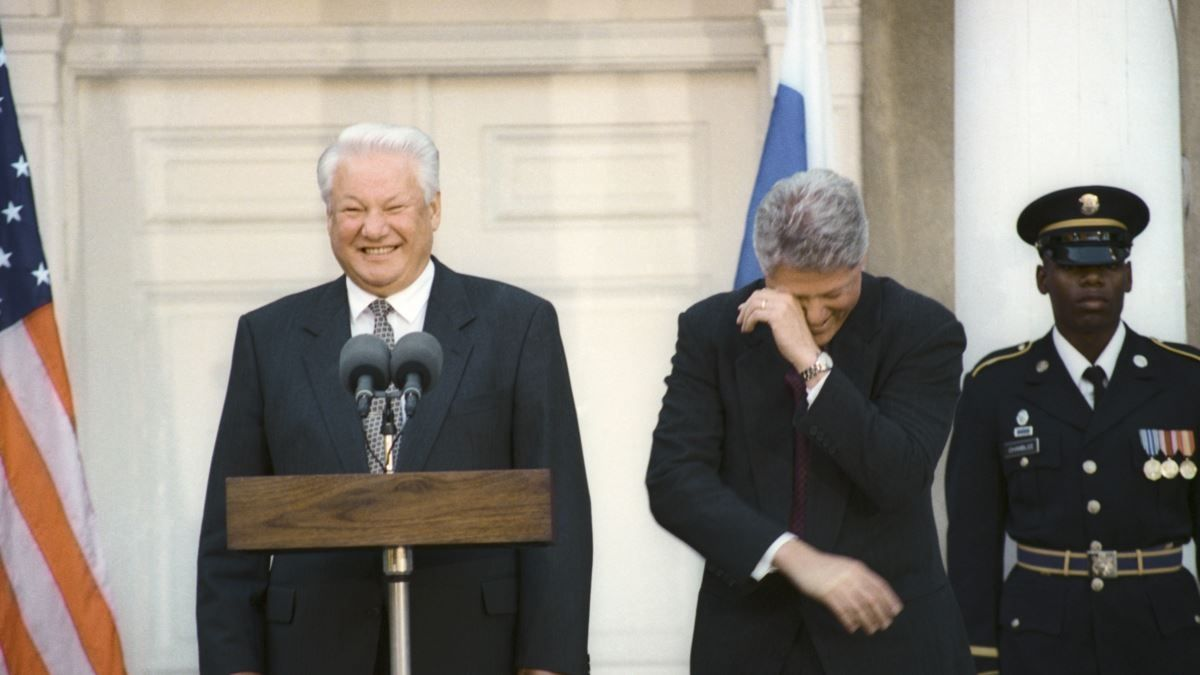
ジョークを楽しむエリツィン大統領(ロシア)(左)とクリントン大統領(アメリカ)(右)(1995年)

ジョーク（英: joke）または冗談（じょうだん）は聞き手や読み手を笑わせたり、ユーモアを感じさせる小咄や短い文の事。日本語では音と意味の近い冗句（じょうく）と当て字されることがある。ここでいう「ジョーク」は、悪ふざけ (practical joke) とは異なる。

## 医学面などから見たジョークの効用
喜劇、落語、漫才、コント、ユーモア、駄洒落、風刺などにも同じことが言えるが、笑うことで全身の内臓や筋肉を活性化させたり、エンドルフィンを血液中に大量に分泌させるなどの他に、免疫力を高める効果もあることが証明されつつある。
ジョークは学術的な研究も行われていて、ジークムント・フロイトの研究にも「ジョークとその無意識に対する影響」というものがある。マービン・ミンスキーは、著書の『心の社会』の中で、笑いは人間の脳に対して特殊な機能を持つと述べている。彼によれば、ジョークと笑いは脳が無意味を学ぶメカニズムと関係するとのこと。同じジョークを 繰り返し聞くとあまり面白くなくなるのはこの学習のためである。

## 形式（パターン）
殆どのジョークは 2つの部分からなる。それは、設定（例えば、「男がバーに入り……」）と、聞き手を笑わせるのに必要な皮肉を感じさせる落ちである。

## ジョークの分類
ジョークは多くの場合、思いがけない面白さがあるかに依存している。控えめなタブーや固定観念など定番ものから、さまざまの文化的な俗説、風評を元にしたものなど、あらゆる事柄がジョークとして話される。多くのジョークの中には決まった枠組み、タイプに収まりきらないものも少なくない。
世界各国にはさまざまなジョークがあるが、この項では主にアメリカン・ジョークについて述べる。ジョークの理解には文化的背景の共有が必要な場合も多く、理解が難しいこともある。イギリスのジョークについてはブリティッシュ・ジョークも参照。

### 職業のジョーク
職業を元にしたジョークはアメリカ合衆国において一般的である。主に政治家や弁護士などをターゲットにしたものが多く、民衆の不満感を裏に持っていると思われる。
イタリア人は、カラビニエリ（憲兵隊）についてのジョークを好む。カラビニエリもそのことをよく知っていて、カラビニエリのウェブサイトでもユーモアとして用いられたり、たまに発表に添えて自らジョークを用いたりし、そういった風刺を楽しんですらいる。
カラビニエリは、そういったジョークを蒐集したり、開発したりするための専用の部署をローマに持っていることは有名である（注: もちろんこれもジョーク）。

### お前の母ちゃんジョーク（ダズンズ）
詳細はダズンズの項目にて。この種のジョークは、西アフリカ系のアフリカ系アメリカ人2人（通常男性である）が口汚くののしりあう様を面白おかしく描写したものである（日本でいう「お前の母ちゃん、デベソ！」という罵声に近いもの）。悪口の標的となるのは相手の母親であることが多いが、他の家族全員を対象とする場合もある。
- お前の母ちゃんってば、お前の父ちゃんが「外が寒い（chilly、料理のチリはchilli）ぜ」っていったら、スプーンもって飛び出していっちゃったんだってな、すげえ馬鹿じゃん。
- お前の母ちゃんってば、色が黒すぎて、炭に指紋が残るよな。
- お前の母ちゃん、デブすぎて、体重計に「to be continued...」って出たらしいな。
- お前の母ちゃんのメガネ、レンズがぶ厚すぎて未来まで見えらぁ。

オチとして、最後に母親が「あんたらいい加減に兄弟げんかやめなさい!!」というパターンもある。

### 政治家ジョーク
政治家ジョークとは、政治家や国家の要人についてのジョークである。
ソ連時代の社会風刺についてはアネクドートも参照。

### なぞなぞ
ジョークは時として、なぞなぞの形を取る事もある。これは日本のとんち話に近いものである。
Red（赤い）とread（読む）の過去形・過去分詞形は同じ発音であることにかけたジョークである。この類のジョークは、発音の語呂合わせがオチになることが多い。これは他の色の場合にも同様である。
このジョークは、A1のような、トラディショナルなバージョンを既に知っていたり、「red」との語呂合わせである「read」を期待している人たちに対しても素朴に微笑ましいものである。これのタイプは、ごく普通の「ひねり」の効いたジョークで、一般受けしやすいものである。同様のひねりを効かせたジョークの例としては、下記に紹介される「どうして、ニワトリは道を横切ったの？」を参照のこと。
スカンクをペンギン、修道女、タキシードを着た人などに入れ替えても良い。また「血まみれの」を「日焼けした」に変えても可である。
これは、A2のバリエーションだが、いささか品位を欠いている。
このように、様々なパターンがある。

#### どうして、ニワトリは道を横切ったの？
これはおそらく、英語でしゃべられるほとんどすべてのジョークの中で最も有名なものだと思われるが、このジョークは、「ジョークにあらざるジョーク」(non-joke) である。というのも、このジョークのジョークとしての価値は、これの面白おかしさが、「それ以外はないだろう」という事実そのものから、そこはかとなくにじみ出てくるものだからである。なお通常、このジョークは上の原型だけで終わるのでなく、他にもパロディが作られている。

#### エレファント・ジョーク
「どうして、象は〜したの？」という形のなぞかけに対して、到底不可能な答えを返す。

### ダーティー・ジョーク
「ダーティー・ジョーク」とは、性的なタブーを利用した下品なジョークである。ダーティー・ジョークのターゲットとなるのは性差別主義者であることが多い。他のカテゴリーにおいても「ダーティー」なジョークは多い。またダーティ・ジョークの効果は、更なるタブーの追加に（例えばネタとして修道女を登場させるなど）よって、より強められる。
このジョークについてあえて解説すれば、これは性的なタブー（修道女の性生活）についてのジョークであるのと同時に、シャレ（最初の修道女の "where's" という言葉を、二人目が "wears" と聞き間違えた）の要素も含んでいる。
その他にも、聞き手が想像を逞しくしているような性的な内容が全く含まれていないという、不完全燃焼のようなタイプのものもある。
このジョークのミソは、後の文節の最後の単語 "fist" が、前の文節の最後の単語 "rick" と韻を踏んでいると期待させ、実は違うというところであり、このタイプのジョークではしばしば、 "fist" という前に一呼吸置くのが常套手段である。 "rick" と韻を踏む性的な単語とは、当然 "dick" （男性器）を連想させる。

### ビョーキなジョーク（シック・ジョーク）
ジョークのサブジャンルの中には、世の中のタブーに逆らったり、そのなかで取り上げているトピックスについて残酷な攻撃性を露わにしていて、それでもなんとか恐怖心を掻きたてる寸前で、ユーモアを交えて、なんとか面白おかしさを漂わせているものがある。
ヴォードヴィルのネタにもされることの多い、上流階級の人たちを茶化したものもこの類のジョークの典型的なものである。
シック・ジョーク (sick joke) という呼び方は、1958年10月9日のニューヨーク・タイムズでのフットボールについてのコラムが初出と思われる。それは "those macabre 'sick jokes' that appeal to the younger generation are popping up in football quotes." という文である。
同紙の10月26日の紙面では “How These Joke Cycles Start,” という書き出しで、シック・ジョークというジャンルがすでに広く受け入れられ出していると書かれている。
このコラムニストは下記のような例を挙げている

#### 死んだ赤ん坊ジョーク
1980年代から1990年代にかけて、いわゆる「死んだ赤ん坊ジョーク」が流行した。
他の全てのジョークと同様に、これらは読んだときよりも聞いたときのほうが、より面白いものである。なお、英語原文でないと何ら面白くないので注意を要する。

### 小さなジョニーのジョーク
小さなジョニーのジョークは、無垢で純真な少年ジョニーを登場人物とするジョークのこと。小さな子供が大人に答えにくい質問をするという構図がモチーフになっている。ジョニーはしばしば性的な単語を知っていて、その場合は "Dirty Johnny" （おませのジョニー）と呼ばれることもあるが、その他ではとても純真である。
ジョークの中で、ジョニーは世界中に親戚をもっている。Dirty Ernieや、スペイン人のJaimito、ブラジル人のJoãozinho、ロシア人のVovochka、チェコ人のPepíček、イタリア人のPierino、そしてフランス人のTotoなど。

### エスニックジョーク
エスニックジョークは、特定の集団のもつ民族性（それが本当であれ、あるいは想像上のものであれ）をユーモラスに表現したものに由来する。それらは、隣国あるいは自国内のマイノリティについてのステレオタイプな見解に由来することが多い。例えば、フィンランド人はスウェーデン人とジプシー（ロマ）についてのジョークを好む。
多くのエスニックジョークの中には、カモにされている当のエスニックグループの名前以外はすべてそのままの形で様々な文化圏で語られているジョークというのもある。例えば、ポーランド人についてのアメリカのジョーク、ニューファンドランド人についてのカナダのジョーク、アイルランド人についての英国のジョーク、ポルトガル人についてのブラジルのジョーク、シーク教徒についてのインドのジョークなどがある。
英国の典型的なエスニックジョークでは「イングランド人とアイルランド人とスコットランド人が…」で始まることが多く、どれか一者を他の二者と比較することで三つの内のいずれでもからかい続けることができるように出来ている。
エスニックジョークの中でも非常に特殊なのは、ユダヤ人についてのジョークの場合で、それらはユダヤ人に著しく特化したものになる。また、この種のジョークではユダヤ人社会で用いられるスラングが多く使用されているため、他の多くの言語では理解しがたいことがある。但し、これらのジョークの目的は、ユダヤ人蔑視のためのものではないことを明記しておく。ユダヤ人ジョークは、意外にもユダヤ人の間でも非常に好まれている。
このエスニックジョークと似たようなものに、テキサスA&M大学の学生を茶化したもので、特にテキサス州で流行っているいわゆる農業大学ジョーク (Aggie jokes) のような、大学ジョークというのもある。

### 性差別のジョーク
性差別のジョークは、性差別主義者が唱える思想や発言を装い、彼ら自身を皮肉ったジョークである。

#### ブロンド・ジョーク
ブロンド・ジョークは、金髪（ブロンドヘア）を持つあまり賢くない女性についてのジョークである（これを逆手に取ったのが映画『キューティ・ブロンド』シリーズである）。差別的であると非難されることもあるが、ユーモアとして受け取られることが多い。伝統的なエスニックジョークから進化したものであるとも言える。
ブロンド・ジョークはよく知られたジャンルなので、ブロンド・ジョークそれ自身をネタにしたジョークも存在する。

### 障害者ジョーク
ジョークの中には心身に障害を持つ人（障害者）をネタにしたものもある（ネタにされた張本人が思わず笑ってしまうようなレベルを要求されることは言うまでもない）。この種のジョークは三重苦で有名なヘレン・ケラーを登場人物とする場合が多い。また盲目であることを主題としたジョークの場合は、例えばスティーヴィー・ワンダーなどの著名人を主人公とする場合もある。

### 動物についてのジョーク
動物についてのジョークは往々にして寓話的である。森に住んでいる動物たちがまるで人間のような振る舞いをし、それぞれの動物たちには例えば、キツネは賢くクマは強くウサギは生意気ですばしっこい、というように人間にありがちなさまざまな性質が投影されている。

### むく犬ジョーク
むく犬ジョーク（shaggy joke、shaggy dog story）には、極端に長い話であること、また、あまりパッとしない上に、有り得ないような落ちがついている。このジョークの本質は、話し手だけでなく聞き手が参加して一緒になってジョークを作り上げていくという点にある。こういう「聞き手参加型」とでもいうべきジョークは、1930年代に初めて見受けられるようになったものだが、史上最初のむく犬ジョークがどれであるかについてはいくつかの説がある。

### 二頭の牛を飼っている
「君は牛を二頭持っている」で始まるジョークで、特定の政治的、経済的なシステム下での牛あるいはその所有者の取り扱われ方について記述されたもの。このジョークでは、多くの国家、テレビ番組、宗教、政治形態（特に官僚主義、共産主義、資本主義）などが諷刺されることが多い。実例は該当項目参照のこと。

### 日本と日本人のジョーク
世界各国には、日本と日本人を揶揄したジョークが存在する。

### 内輪ネタ
内輪ネタとは、ある特定の事柄・分野等に精通している人同士の間でしか楽しめず、それ以外の人には面白さがよく伝わらない（理解されない）ようなネタやジョークのことである。英語では「In-joke」あるいは「Inside joke」などと呼ばれる。

### その他のジョーク
- お役所仕事のジョーク (en:Administratium)
- エスニックジョーク
- ドラマージョーク
- グレープジョーク
- 無人島ジョーク
- ノックノック・ジョーク
- メタ・ジョーク (en:Meta-joke)
- 電球ジョーク
- ロシア的倒置法
- ロシアンジョーク (en:Russian joke)
- スカンジナビア・ジョーク (en:Ole and Lena)
- チャック・ノリス・ファクト
- 世界で一番笑えるジョーク
- アネクドート
- エレバン放送
- DHMO - ジハイドロジェン・モノオキサイドと呼ばれる高度に化学的で難解で、そして身近な物質に関するジョーク。専門用語や難解な表現を多用するときに生じるパロディ性と警鐘。
- ブラックジョーク
- ガブロヴォ・ユーモア - ブルガリアで典型的なガブロヴォに関するジョーク
- シックジョーク
- 数学的なジョーク

### 補足
- 世界最古のジョークは紀元前1900年代の「夫のひざの上でおならをしない女性はいない」である[3]。